# Krzywek (jezioro w gminie Jedwabno)
Krzywek – jezioro w woj. warmińsko-mazurskim, w powiecie szczycieńskim, w gminie Jedwabno.

## Opis
Kształt jeziora to dwie proste części połączone pod kątem prostym. Słabo dostępne, otoczone głównie lasem. Najbliższa miejscowość to Narty.
Wędkarsko jezioro zaliczane jest do typu linowo-szczupakowego. Jezioro jest hydrologicznie zamknięte
Dojazd ze Szczytna drogą krajową nr 58 w stronę Nidzicy, następnie w miejscowości Narty w lewo jedną z dróg gruntowych.

## Dane morfometryczne
Powierzchnia zwierciadła wody wynosi 5,1 ha.